# BMW serije 6
BMW serije 6 je luksuzni GT njemačke marke BMW i proizvodi se od 1976. godine, s prestankom od 1989. do 2003. kada je na tržištu bila serija 8. Sve generacije su temeljene na seriji 5. 

## Prva generacija (E24)
Prva generacija, model E24, se proizvodila se od 1976. – 1989. godine. Prethodnik je bio model E9, a nasljednik serija 8. Serija 6 je veliki luksuzni GT duljine preko 4,7 metara.
- 1976. – 1979. 630CS - 3,0 L, 182 KS (136 kW)
- 1979. – 1987. 628CSi - 3,0 L, 181 KS (135 kW)
- 1976. – 1982. 633CSi - 3,2 L, 194 KS (145 kW)
- 1978. – 1981. 635CSi - 3,5 L, 215 KS (160 kW)
- 1982. – 1989. 635CSi - 3,4 L, 215 KS (160 kW)
- 1983. – 1989. 630CSi M - 3,5 L, 282 KS (210 kW)

- BMW E24 633CSi sprijeda
- BMW E24 633CSi straga

## BMW E63
Nakon neuspjeha sa serijom 8 bmw se odlučio vratiti nešto manjem modelu, seriji 6. 2003. godine na platformi serije 5 E60 je nastao coupe dužine 4820 milimetara. Iste godine serija 6 je prvi put predstavljena kao kabriolet. Za M verziju pogledajte BMW M6. Dostupni motori su redni 6 i V8 koji su 2007. zamijenjeni novim rednim 6 i V8 motorima. U ponudi je bio i dizelski redni šest motor preuzet iz 535d modela. Mjenjači u seriji 6 su bili 6 stupnjeva ručni, 6 stupnjeva automatski i 6 stupnjeva SMG sekvencijalni.

### Dizajn i funkcionalnost
Dok su serija 5 i 7 bili kritizirani zbog izgleda, dizajn serije 6 je bio dobro prihvaćen premda su neki kritizirali oblik gepeka. Premda je serija 6 duga preko 4.8 metara mjesta na stražnjoj klupi je jako malo. Unutrašnjost je također drugačija od ostatka BMW automobila bez obzira na to što je platforma ekran-tipke za klimu-iDrive ostala ista.

### Facelift
2007. godine baš kao i serija 5 i serija 6 je ovježena u istim stvarima, novi motori i malene izmjene izgleda poput LED svjetala.
- 645i
- 650i
- 635d

### Motori
2003. – 2006. 630i - 3,0 L I6- 258 KS

2003. – 2006. 645i - 4,4 L V8- 333 KS

2007. – 2011. 630i - 3,0 L I6- 272 KS

2007. – 2011. 650i - 4,8 L V8- 367 KS

2007. – 2011. 635d - 3,0 L I6- 286 KS

## BMW F12/13
BMW je 2011. godine prvi put prvo predstavio kabriolet umjesto coupe-a koji je predstavljen u 3. mjesecu. Nova serija 6 je veća i teža od prethodnika. Za sada su u ponudi 2 motora već poznata iz ostalih bmw modela. Najjači 650i ima V8 motor snage 407 ks i do 100 km/h ubrzava za 4,9 sekunde što je samo 0,3 sekunde manje od BMW M6 modela iz 2005. godine. Očekuje se da BMW opet predstavi dizelsku inačicu serije 6 odnosno da redni 6 dizelski motor snage 306 ks bude pod oznakom 635d. U SAD-u je dostupan ručni mjenjač sa 6 stupnjeva dok je u Europi dostupan samo automatski mjenjač s 8 stupnjeva prijenosa. Također u SAD-u je dostupan samo top model, 650i.

### Gran Coupe
11. prosinca BMW je preko službene stranice za medije predstavio četverovratnu inačicu serije 6 nazvanu Gran Coupe (F06) kojoj je cilj konkurirati Mercedes-Benz CLS-u i Audiju A7. Gran Coupe koristi iste motore kao kabriolet i coupe, jedina razlika jest V8 koji je nadograđen na 450 KS. Najjači Gran Coupe model je 650i xDrive koji ubrzava do 100 km/h za 4,5 sekundi. Poput kabrioleta i coupe-a, Gran Coupe je dostupan samo s automatskim mjenjačem s 8 brzina. Ovaj model dolazi s 4+1 konfiguracijom sjedala, četvero putnika se može voziti u velikom komforu dok se srednje stražnje sjedalo može koristiti za kraće relacije. Ovo je prvi coupe s četvera vrata u povijesti BMWa.

### Motori
640i - 3,0 L I6 N55 - 320 KS

650i - 4,4 L V8 N63 - 408 KS

640d - 3,0 L I6 N57 - 313 KS

650i - 4,4 L V8 N63 - 450 KS (samo Gran Coupe)

### Detaljne Specifikacije

#### Kabriolet
| Model |
| --- |
| 2011 640i Dimenzije/Težina Duljina/širina/visina/međuosovinski razmak (mm) - 4894 / 1894 / 1365 / 2855 Masa neopterećenog vozila EU (kg) - 1915 Dopušteno opterećenje (kg) - 450 Najveća dopuštena masa (kg) - 2290 Dopušteno opterećenje prednje i stražnje osovine (kg) - 1100/1290 Motor/Mjenjač Cilindri/ventili - 6/4 Obujam u ccm - 2979 Hod/promjer u mm - 89,6/84,0 Najveća snaga u kW pri 1/min - 235 (320)/5800-6000 Najveći okretni moment u Nm pri 1/min - 450/1350-4500 Mjenjač - ZF 8HP automatski s 8 stupnjeva prijenosa Kotači Dimenzije prednjih guma - 225/55 R17 97Y Dimenzije stražnjih guma - 225/55 R17 97Y Dimenzije prednjih kotača - 8,0 J x 17 legura aluminja Dimenzije stražnjih lotača - 9,0 J x 17 legura aluminja Performanse Vuča (cw) - 0,31 Najveća brzina (km/h) - 250 Ubrzanje 0 - 100 km/h (s) - 5,7 Ubrzanje 0 - 1,000 m (s) - 25,2 Potrošnja goriva (l/100 km) Gradska - 10,9 Izvan gradska - 6,2 Kombinirana - 7,9 Emisija CO2 (g/km) 185 Obujam spremnika goriva l (otprilike) 70      |
| 2011 650i Dimenzije/Težina Duljina/širina/visina/međuosovinski razmak (mm) - 4894 / 1894 / 1365 / 2855 Masa neopterećenog vozila EU (kg) - 2015 Dopušteno opterećenje (kg) - 450 Najveća dopuštena masa (kg) - 2390 Dopušteno opterećenje prednje i stražnje osovine (kg) - 1180/1310 Motor/Mjenjač Cilindri/ventili - 8/4 Obujam u ccm - 4395 Hod/promjer u mm - 88,3/89,0 Najveća snaga u kW pri 1/min - 300 (407)/5500-6400 Najveći okretni moment u Nm pri 1/min - 600/1750-4500 Mjenjač - ZF 8HP automatski s 8 stupnjeva prijenosa Kotači Dimenzije prednjih guma - 245/45 R18 96Y Dimenzije stražnjih guma - 245/45 R18 96Y Dimenzije prednjih kotača - 8,0 J x 18 legura aluminja Dimenzije stražnjih lotača - 8,0 J x 18 legura aluminja Performanse Vuča (cw) - 0,32 Najveća brzina (km/h) - 250 Ubrzanje 0 - 100 km/h (s) - 5,0 Ubrzanje 0 - 1,000 m (s) - 23,8 Potrošnja goriva (l/100 km) Gradska - 15,5 Izvan gradska - 7,9 Kombinirana - 10,7 Emisija CO2 (g/km) 249 Obujam spremnika goriva l (otprilike) 70     |
| 2011 650i xDrive Dimenzije/Težina Duljina/širina/visina/međuosovinski razmak (mm) - 4894 / 1894 / 1365 / 2855 Masa neopterećenog vozila EU (kg) - 2055 Dopušteno opterećenje (kg) - 450 Najveća dopuštena masa (kg) - 2465 Dopušteno opterećenje prednje i stražnje osovine (kg) - 1240/1330 Motor/Mjenjač Cilindri/ventili - 8/4 Obujam u ccm - 4395 Hod/promjer u mm - 88,3/89,0 Najveća snaga u kW pri 1/min - 300 (407)/5500-6400 Najveći okretni moment u Nm pri 1/min - 600/1750-4500 Mjenjač - ZF 8HP automatski s 8 stupnjeva prijenosa Kotači Dimenzije prednjih guma - 245/45 R18 96Y Dimenzije stražnjih guma - 245/45 R18 96Y Dimenzije prednjih kotača - 8,0 J x 18 legura aluminja Dimenzije stražnjih lotača - 8,0 J x 18 legura aluminja Performanse Vuča (cw) - 0,32 Najveća brzina (km/h) - 250 Ubrzanje 0 - 100 km/h (s) - 4,9 Ubrzanje 0 - 1,000 m (s) - ? Potrošnja goriva (l/100 km) Gradska - 16,6 Izvan gradska - 8,5 Kombinirana - 11,5 Emisija CO2 (g/km) 267 Obujam spremnika goriva l (otprilike) 70 |
| 2011 640d Dimenzije/Težina Duljina/širina/visina/međuosovinski razmak (mm) - 4894 / 1894 / 1365 / 2855 Masa neopterećenog vozila EU (kg) - 1935 Dopušteno opterećenje (kg) - 450 Najveća dopuštena masa (kg) - 2340 Dopušteno opterećenje prednje i stražnje osovine (kg) - 1120/1310 Motor/Mjenjač Cilindri/ventili - 6/4 Obujam u ccm - 2993 Hod/promjer u mm - 90,0/84,0 Najveća snaga u kW pri 1/min - 230 (313)/4400 Najveći okretni moment u Nm pri 1/min - 630/1500-2500 Mjenjač - ZF 8HP automatski s 8 stupnjeva prijenosa Kotači Dimenzije prednjih guma - 225/55 R17 97Y Dimenzije stražnjih guma - 225/55 R17 97Y Dimenzije prednjih kotača - 8,0 J x 17 legura aluminja Dimenzije stražnjih lotača - 8,0 J x 17 legura aluminja Performanse Vuča (cw) - ? Najveća brzina (km/h) - 250 Ubrzanje 0 - 100 km/h (s) - 5,6 Ubrzanje 0 - 1,000 m (s) - ? Potrošnja goriva (l/100 km) Gradska - 6,9 Izvan gradska - 4,9 Kombinirana - 5,7 Emisija CO2 (g/km) 149 Obujam spremnika goriva l (otprilike) 70                  |

#### Coupe
| Model |
| --- |
| 2011 640i Dimenzije/Težina Duljina/širina/visina/međuosovinski razmak (mm) - 4894 / 1894 / 1369 / 2855 Masa neopterećenog vozila EU (kg) - 1735 Dopušteno opterećenje (kg) - 450 Najveća dopuštena masa (kg) - 2150 Dopušteno opterećenje prednje i stražnje osovine (kg) - 1090/1180 Motor/Mjenjač Cilindri/ventili - 6/4 Obujam u ccm - 2979 Hod/promjer u mm - 89,6/84,0 Najveća snaga u kW pri 1/min - 235 (320)/5800-6000 Najveći okretni moment u Nm pri 1/min - 450/1350-4500 Mjenjač - ZF 8HP automatski s 8 stupnjeva prijenosa Kotači Dimenzije prednjih guma - 225/55 R17 97Y Dimenzije stražnjih guma - 225/55 R17 97Y Dimenzije prednjih kotača - 8,0 J x 17 legura aluminja Dimenzije stražnjih lotača - 9,0 J x 17 legura aluminja Performanse Vuča (cw) - ? Najveća brzina (km/h) - 250 Ubrzanje 0 - 100 km/h (s) - 5,4 Ubrzanje 0 - 1,000 m (s) - ? Potrošnja goriva (l/100 km) Gradska - 10,5 Izvan gradska - 6,2 Kombinirana - 7,8 Emisija CO2 (g/km) 181 Obujam spremnika goriva l (otprilike) 70         |
| 2011 650i Dimenzije/Težina Duljina/širina/visina/međuosovinski razmak (mm) - 4894 / 1894 / 1365 / 2855 Masa neopterećenog vozila EU (kg) - 1845 Dopušteno opterećenje (kg) - 450 Najveća dopuštena masa (kg) - 2260 Dopušteno opterećenje prednje i stražnje osovine (kg) - 1165/1220 Motor/Mjenjač Cilindri/ventili - 8/4 Obujam u ccm - 4395 Hod/promjer u mm - 88,3/89,0 Najveća snaga u kW pri 1/min - 300 (407)/5500-6400 Najveći okretni moment u Nm pri 1/min - 600/1750-4500 Mjenjač - ZF 8HP automatski s 8 stupnjeva prijenosa Kotači Dimenzije prednjih guma - 245/45 R18 96Y Dimenzije stražnjih guma - 245/45 R18 96Y Dimenzije prednjih kotača - 8,0 J x 18 legura aluminja Dimenzije stražnjih lotača - 8,0 J x 18 legura aluminja Performanse Vuča (cw) - ? Najveća brzina (km/h) - 250 Ubrzanje 0 - 100 km/h (s) - 4,9 Ubrzanje 0 - 1,000 m (s) - ? Potrošnja goriva (l/100 km) Gradska - 15,3 Izvan gradska - 7,8 Kombinirana - 10,6 Emisija CO2 (g/km) 246 Obujam spremnika goriva l (otprilike) 70        |
| 2011 650i xDrive Dimenzije/Težina Duljina/širina/visina/međuosovinski razmak (mm) - 4894 / 1894 / 1365 / 2855 Masa neopterećenog vozila EU (kg) - 1920 Dopušteno opterećenje (kg) - 450 Najveća dopuštena masa (kg) - 2350 Dopušteno opterećenje prednje i stražnje osovine (kg) - 1210/1240 Motor/Mjenjač Cilindri/ventili - 8/4 Obujam u ccm - 4395 Hod/promjer u mm - 88,3/89,0 Najveća snaga u kW pri 1/min - 300 (407)/5500-6400 Najveći okretni moment u Nm pri 1/min - 600/1750-4500 Mjenjač - ZF 8HP automatski s 8 stupnjeva prijenosa Kotači Dimenzije prednjih guma - 245/45 R18 96Y Dimenzije stražnjih guma - 245/45 R18 96Y Dimenzije prednjih kotača - 8,0 J x 18 legura aluminja Dimenzije stražnjih lotača - 8,0 J x 18 legura aluminja Performanse Vuča (cw) - ? Najveća brzina (km/h) - 250 Ubrzanje 0 - 100 km/h (s) - 4,8 Ubrzanje 0 - 1,000 m (s) - ? Potrošnja goriva (l/100 km) Gradska - 16,5 Izvan gradska - 8,2 Kombinirana - 11,3 Emisija CO2 (g/km) 262 Obujam spremnika goriva l (otprilike) 70 |
| 2011 640d Dimenzije/Težina Duljina/širina/visina/međuosovinski razmak (mm) - 4894 / 1894 / 1365 / 2855 Masa neopterećenog vozila EU (kg) - 1790 Dopušteno opterećenje (kg) - 450 Najveća dopuštena masa (kg) - 2220 Dopušteno opterećenje prednje i stražnje osovine (kg) - 1090/1200 Motor/Mjenjač Cilindri/ventili - 6/4 Obujam u ccm - 2993 Hod/promjer u mm - 90,0/84,0 Najveća snaga u kW pri 1/min - 230 (313)/4400 Najveći okretni moment u Nm pri 1/min - 630/1500-2500 Mjenjač - ZF 8HP automatski s 8 stupnjeva prijenosa Kotači Dimenzije prednjih guma - 225/55 R17 97Y Dimenzije stražnjih guma - 225/55 R17 97Y Dimenzije prednjih kotača - 8,0 J x 17 legura aluminja Dimenzije stražnjih lotača - 8,0 J x 17 legura aluminja Performanse Vuča (cw) - ? Najveća brzina (km/h) - 250 Ubrzanje 0 - 100 km/h (s) - 5,5 Ubrzanje 0 - 1,000 m (s) - ? Potrošnja goriva (l/100 km) Gradska - 6,7 Izvan gradska - 4,8 Kombinirana - 5,5 Emisija CO2 (g/km) 143 Obujam spremnika goriva l (otprilike) 70               |